# Huerta de San Vicente
La Casa-Museo de Federico García Lorca, populairement connue sous le nom de Huerta de San Vicente, est la résidence d'été de la famille García Lorca, de 1926 à 1936, jusqu'à l'assassinat du poète pendant les premières semaines de la guerre d'Espagne. La maison et les vergers lui appartenant se trouvent au cœur du parc Federico García Lorca, inauguré en 1995.
C'est aujourd'hui un musée et un centre culturel important en Andalousie.

## Histoire
La propriété date de la deuxième moitié du xixe siècle, appelée Huerta de los Mudos. Federico García Rodríguez, père de Federico García Lorca, achète la maison et ses dépendances le 27 mai 1925. En hommage à son épouse Vicenta Lorca Romero, il change le nom en «Huerta de San Vicente».
Federico García Lorca écrit en ce lieu, dans sa totalité ou partiellement, quelques-uns de ses chefs-d'œuvre, dont Noces de sang (1932) et Yerma (1934). Il y reçoit certains de ses amis célèbres, tels Manuel de Falla, Manuel Ángeles Ortiz, Emilia Llanos et le couple Zenobia Camprubí et Juan Ramón Jiménez.
Quelques jours avant son assassinat par les milices franquistes, il reste dans sa propriété, avant de se réfugier chez son ami Luis Rosales.
La famille García Lorca doit s'exiler aux États-Unis chez Gloria Giner et Fernando de los Rios, à la suite de l'arrivée au pouvoir de Franco, mais elle reste propriétaire de la maison, où logent alors des proches, puis, plus tard, la famille Correal Trescastro.
Vicenta Lorca refusera d'y retourner.
Le 6 avril 1985, Isabel García Lorca cède la propriété à la ville de Grenade pour la convertir en musée consacré à son frère Federico García Lorca et en laisse la gestion à sa nièce Laura García Lorca.

## Musée

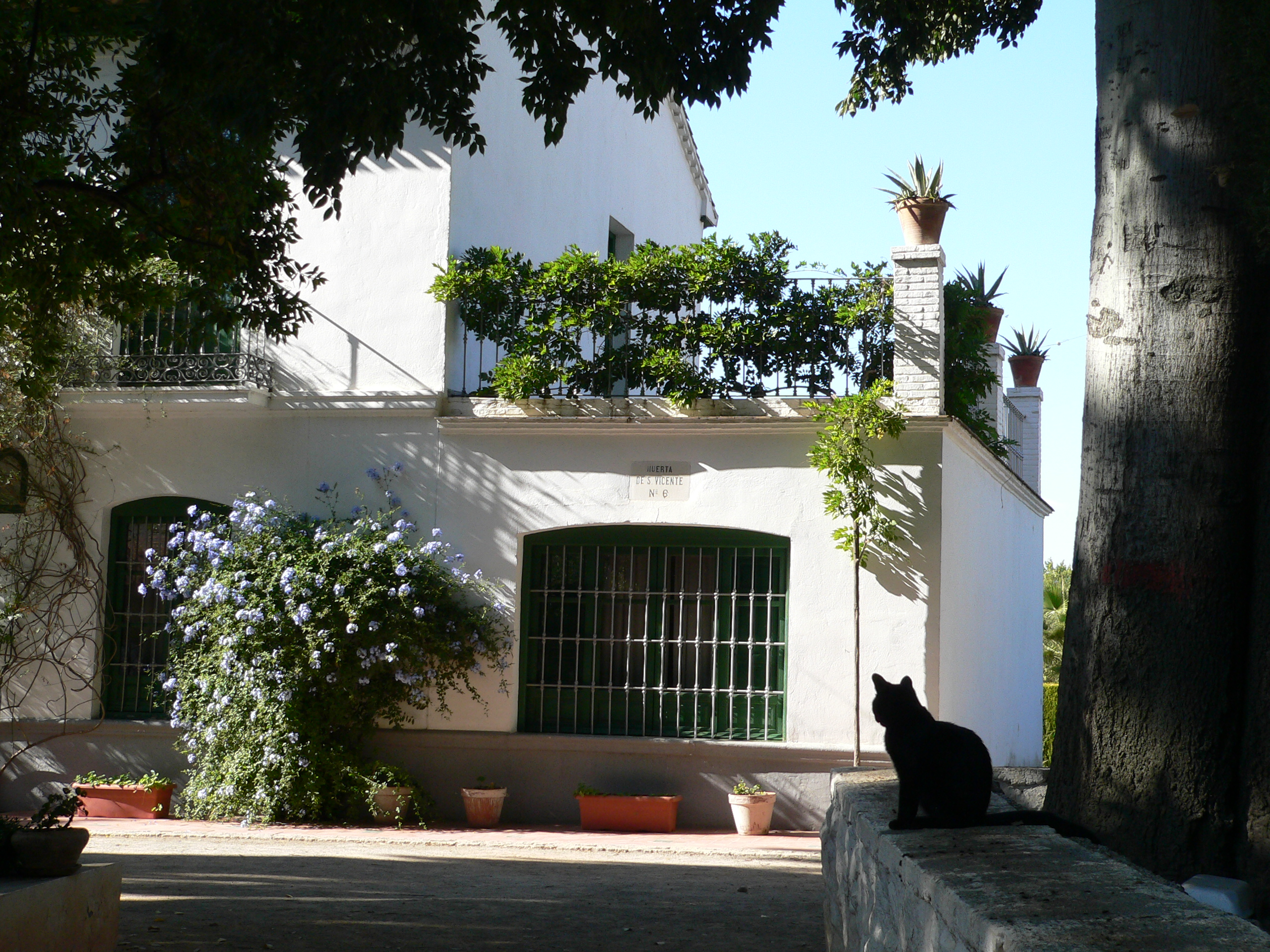
Côté est de la façade de la célèbre propriété.

Le centre culturel est inauguré le 10 mai 1995. En 1995, les seuls documents fiables qui pouvaient aider sur la disposition des meubles sont une série de photographies réalisées entre 1926 et 1936. Ces images ont permis de définir avec précision l'aménagement intérieur, avec l'écritoire du poète, le gramophone, le piano à queue, le divan, les chaises Thonet, la reproduction du Printemps de Botticelli et le miroir art déco. Le musée a connu une rénovation en avril 2018.
L'écrivaine espagnole Pepa Merlo, connue pour son travail sur les milieux intellectuels républicains et le monde des lettres durant la guerre d'Espagne, est liée au musée, étant guide-conférencière en 1999.

## Événements
- La Huerta de San Vicente a accueilli en 2007-2008 l'exposition d'art contemporain "Everstill", dont le commissaire était Hans Ulrich Obrist[6].
- La maison apparaît dans le film Mudanza, de Pere Portabella, documentaire en hommage à Federico García Lorca[7].